# Joan-Paül Udina i Tormo
Joan-Paül Udina i Tormo (Esplugues de Llobregat, 26 de juny de 1962) és un empresari i polític català que ha estat militant de Convergència Democràtica de Catalunya i actualment està retirat de la politica. D'ideologia socialdemòcrata.
Militant en política des dels 16 anys és cofundador de la Joventut Nacionalista de Catalunya en el congrés fundacional celebrat del 25 al 27 d'abril de 1980 a la ciutat de Platja d'Aro (Girona).
Ha estat President de (CDC) Convergència Democràtica de Catalunya d'Esparreguera de l'any 2005 fins a l'any 2016. Candidat a l'Alcaldia d'Esparreguera per CiU Convergència i Unió, esdevindria Alcalde d'Esparreguera del període que aniria del mes de juny d l'any 2011 fins al mes de juny de l'any 2015. Fou també regidor de l'oposició a l Ajuntament d'Esparreguera del 2015 fins al 2019 .Actualment està retirat de la política.
La seva legislatura va ser dificultosa. En Joan Paül Udina, només disposava de quatre regidors en un consistori en el qual hi ha representats nou partits. Aconseguint l'Alcaldia gràcies a un pacte a quatre bandes entre CiU Convergència i Unió, ERC Esquerra Republicana de Catalunya, Gent d'Esparreguera, i AIESPA Independent d'Esparreguera.
Durant el seu mandat s'impulsarien diverses millores en equipaments per Esparreguera, i acabarien inaugurant-se altres, que iniciades per anteriors equips de govern portaven anys de treballs. Entraria en funcionament la nova Biblioteca Municipal l'Ateneu (2014).
Durant el seu període com a alcalde d'Esparreguera va haver de fer front i gestionar el descontentament dels veïns de Mas d'en Gall, i Can Rial, per considerar-se marginats per l'Ajuntament d'Esparreguera durant dècades en inversions en els seus barris, també convocaria l'acció de protesta de tallat la N-II com publicaria la Cadena SER "L'alcalde d'Esparreguera (CiU) encapçala la protesta contra el tancament d'una escola" i la plataforma Nació Digital.